# イッサ・アレカサール
イッサ・アレカサール（ペルシア語: عیسی آل‌کثیر, 英語: Issa Alekasir, 1990年2月7日 - ）は、イラン・デズフール出身のサッカー選手。
ペルシアン・ガルフ・プロリーグ・ペルセポリス所属。ポジションはFW

## 所属クラブ
- エステグラル・アフヴァーズ 2011-2012
- ペイカーン 2012-2013
- アル・バドル 2013-2014
- アルミニウム・ホルモズガン 2014-2015
- ナフト・テヘラン 2015-2018
- ペイカーン 2018-2019
- ナフト・アーバーダーン 2019-2020
- ペルセポリス 2020-2023
- セパハン 2023-2024
- ペルセポリス 2024-

## タイトル

### クラブ

#### エステグラル・アフヴァズ
- イラン・リーグ2部

 優勝 (1) : 2011-12

#### ナフト・テヘラン
- ハズフィ・カップ

 優勝 (1) : 2016-17

#### ペルセポリス
- イラン・プロリーグ

 優勝 (2) : 2020-21, 2022-23
 準優勝 (1) : 2021-22
- ハズフィ・カップ

 優勝 (1) : 2022-23
- イラン・スーパーカップ

 優勝 (2) : 2020, 2023
 準優勝 (1) : 2021
- AFCチャンピオンズリーグ

 準優勝 (1) : 2020